# Eleições eclesiásticas na Suécia

Igreja da Suécia

As eleições eclesiásticas na Suécia - Kyrkovalet - realizam-se de 4 em 4 anos, para eleger os dirigentes locais, regionais e nacionais da Igreja da Suécia para um período de 4 anos. 

Os membros da igreja sueca, que tenham mais de 16 anos, dispõem então de quatro boletins de voto, escolhendo entre os partidos e grupos eleitorais que participam no evento. 

## As quatro votações

### Nível local – Paróquias
Os membros locais de cada uma das 1426 paróquias  elegem uma Assembleia da Paróquia (Kyrkofullmäktige), que por sua vez designa um Conselho da Paróquia (Kyrkoråd). 

### Nível regional – Dioceses
Os membros de cada diocese elegem uma Assembleia da Diocese (Stiftsfullmäktige), com 81 representantes, que designa um Conselho da Diocese (Stiftsstyrelse), com o respetivo Bispo como presidente.

### Nível nacional – Igreja da Suécia
Os membros da Igreja da Suécia elegem uma Assembleia da Igreja da Suécia (Kyrkomötet), com 251 representantes, que designa um Conselho da Igreja da Suécia (Kyrkostyrelsen). 